# Gossas (departamento)
Gossas é um departamento da região de Fatick, no Senegal. Divide-se nos arrondissements de Ouadiour, Mbadakhoune e Colobane.